# Сунчани часовник
Сунчани часовник је часовник који мери време према положају сунца. Најуобичајенији облик сата, какав је 'обичан' или стандардан баштенски сунчани сат, баца сенку на равну површину на којој су обележени сати. Пошто се положај сунца мења, мења се и време које сенка показује. Сунчани сатови могу да се прилагоде свакој површини на коју фиксирани објект баца сенку.
Сунчани сатови показују само дневно соларно време.

## Историја
Сунчани сатови су познати још од старог Египта, а развиле су их и друге културе, Кинези, Антички Грци и Римљани. Врста сунчаног сата с показивачем (гномон) описана је у Старом Завету (Исаија 38:2).
Сматра се да је математичар и астроном Теодосије из Битиније (око 160. п. н. е. – око 100. п. н. е.) изумео универзални сунчани сат који је могао да се користи било где на свету. Француски астроном Оронс Фине конструисао је сунчани сат од слоноваче 1524. Италијански астроном Ђовани Падовани објавио је расправу о сунчаним сатовима 1570, у коју је уврстио и упутства за производњу и постављање зидних (вертикалних) и хоризонталних сунчаних сатова. Дело Ђузепеа Бјанканија Constructio instrumenti ad horologia solaria расправља о томе како се прави савршени сунчани сат, с детаљним илустрација.

## Инсталација стандардног сунчаног сата
Подешавање косине гномона на сунчаном сату је једини практичан начин да се постави баштенски сунчани сат да би могао да мери време. Неки сунчани сатови који се масовно производе нису добро подешени и не могу да мере време. Многи сатови су подешени да се користе на 45 степени северне географске ширине.
Сунчани сат се може подесити на другу географску ширину тако што ће се гномон нагнути тако да буде паралелан са Земљином осом ротације. Врх гномона треба да показује на северни пол на северној полулопти или на јужни пол на јужној полулопти.
Сунчани сат може да се ротира око свог показивача или гномона (који мора увек показивати на пол) за највише 7,5 степени на исток или запад да би се подесио на локалну стандардну временску зону (временске зоне су широке: 360 степени/24 сата = 15 степени). Сунчани сат треба нагнути тако да је усмерен по географској дужини у центар локалне временске зоне.
Да би се подесио за мерење дневног времена, лице сата треба да има два сета бројчаника (за лето и зиму) или корекциону плочу и мора бити подешен на географску дужину из центра временске зоне. Неформалан стандард је да се лети користе бројчаници с топлим бојама, а зими с хладним бојама. Окретање сата неће дати резултат, јер сунчани сатови (изузев на северном и јужном полу) немају једнаке углове за часове.
Обични сунчани сатови не могу бити прецизни као други сатови. Постоји разлика од 15 минута током године, позната као „уједначавање времена“, јер је орбита Земље мало елиптична и њена оса је нагнута према равни орбите. Квалитетан сунчани сат има стално постављену плочу која се подешава бар једном месечно у току године. Неки још сложенији сатови имају закривљене линије часова, закривљене гномоне или користе друга решења да би могли да мере тачно време.

## Нацрт и принципи рада

### Терминологија
'Показивач сенке' на сунчаном сату зове се гномон.
Сунце баца сенку са гномона на површину која се зове лице бројчаника или плоча бројчаника (најчешће скраћено лице).
Многи сунчани сатови показују време на бројчанику помоћу сенке једног показивача званог писаљка или игла.
На стандардном баштенском сату, овај показивач је врх гномона. Показивач мора бити паралелан са осом ротације Земље. У свакодневном говору писаљка се односи на цео гномон.
Неки сунчани сатови показују и време и датум помоћу сенке са посебне тачке на гномону. Ова тачка назива се нодус.
Нодус може бити шиљак с хоризонталном или вертикалном.
Неки сунчани сатови имају и писаљку и нодус, с нодусом у облику мале сфере, усека или шиљка.
Најбољи материјал за лице сунчаног сата треба да буде светле боје да би био у контрасту са сенком. Бројеви треба да буду црни, видљиви на незатамњеном делу лица. Гномон треба да буде отпоран, најбоље од метала, јер су гномони обично танки и лако се могу поломити. Уобичајени луксузни материјали су бели мермер за лице, с угравираним ознакама од црног мермера. Уобичајене писаљке су од пуне бронзе да би се избегла корозија.
Уобичајено је да сунчани сат има неки мото.

### Екваторски или еквинокцијални сунчани сат
Најједноставнији сунчани сат је диск постављен на плочу. Плоча мора бити паралелна се осом ротације Земље. Диск формира раван паралелну равни Земљиног екватора. Диск је обележен тако да једна ивица сенке на плочи показује време како Земља ротира. Обично ће се подне показати на дну диска, 6 сати ујутру на западној ивици, а 6 поподне на источној. Зими ће северна страна диска бити у сенци, а лети ће у сенци бити јужна страна диска.
На горњем цртежу плоча је писаљка. Диск се зове лице. Лети, северна страна плоче је нодус, а зими је јужна страна плоче нодус.
На лицу се може нацртати низ концентричних кругова који показују путању сенке нодуса одређеног дана, тако да сат може да се користи и као календар. Једна од мана овог модела је да, ако је лице непрозирно, за време равнодневице, када је сунце тачно изнад екватора, бројчаник се тешко може прочитати.

### Баштенски сунчани сат
Класични баштенски сунчани сат користи исти принцип, изузев што су линије на диску пројектоване, помоћу тригонометрије на лицу које је паралелно са земљом. Предност баштенских сунчаних сатова је у томе што он показује време читаве године, а његово лице никада није потпуно заклоњено сенком у току сунчаног дана (као што је то случај с вертикалним сунчаним сатовима. За јавну употребу, да би ови сатови били видљиви, постављају се на трговима, или им је лице од брушеног стакла, високо уздигнуто и видљиво одоздо. Врх гномона је паралелан с осом ротације Земље. Сенка ће прелазити преко ознака за сате на лицу. Угао ознака на лицу од основе гномона израчунава се формулом угао лица = arctan(sin(ширина)*tan(угао часа)).
Угао писаљке (гномона) = 90 - географска ширина.

### Вертикални сунчани сатови
Иако су данас ретки, сунчани сатови на вертикалним јужним зидовима (или северним зидовима на јужној хемисфери) често су коришћени у прошлости. Њих је лако видети с велике даљине и нису скупи за постављање. Један од начина је да се сат ослика на зиду и постави троножни гномон од металних шипки. Декоративни сатови имали су лица од уметнутог камена.
Проблем је што зидни сатови мере време само у једном делу године када сунце обасјава зид. Врло су слични баштенским сунчаним сатовима. Формула за израчунавање сунчаних сатова окренутих југу је угао лица = arctan(cos(географска ширина)*tan(угао часа)). Угао писаљке (гномона)= географска ширина.
Било је уобичајено да се поставе четири сата на врху или странама торњева да би се мерило време. На тај начин, време се могло мерити читаве године. У начелу, зидни сунчани сатови могу да се поставе на било коју површину, под било којим углом, под условом да је тачна тригонометријска пројекција лица.

## Преносиви сунчани сатови, за навигацију и мерење времена
Напредни преносиви астрономски инструменти развијени су још у средњем веку.

### Сунчани сат с два лица
Један од популарних модела преносивих сунчаних сатова звао се диптих. Имао је два мала равна лица, повезана шарком. Обично су држани у малим кутијама које су могле стати у џеп. Гномон је био канап између два лица. Када је канап затегнут лица су формирала и вертикални и хоризонтални сунчани сат. Прављени су обично од беле слоноваче, с ознакама од уметнутог црног лака. Најбољи гномони били су од црне уплетене свиле, лана или конопље.
Са чвором или бројаницом на канапу као нодусом и правилним ознакама, диптих је могао служити као календар довољно добро да би се по њему одређивало време гајења биљака.
Израдом два сунчана сата који су имали различите углове канапа (и због тога различите пројекције) диптих се могао само-подешавати. Када оба лица показују исто време, а шарка је поравната, диптих је показивао локално соларно време. Шарка се могла усмерити ка северу (на северној хемисфери), а гномон диптиха је постављан под углом паралелним с осом ротације Земље. У подне, у време изласка и заласка сунца, подешавање географске ширине није утицало на време оба сунчана сата, али у 9 пре подне и 3 по подне, грешка од једног степена ширине стварала је разлику од четири минута између два лица.
То значи да је диптих могао служити и као компас, а могао је да мери и географску ширину. Неки диптиси имали су малу скалу и оловни тег да би могли да очитавају ширину. Други су имали компас за мерење угла географских ознака. Велики (метар дугачки) диптиси су можда у древна времена коришћени за навигацију.

### Преносиви сунчани сатови с почетка 18. века
Овај модел сунчаног сата имао је пречник од 8 cm и направљен је од месинга. Имао је месингани поклопац ради заштите током путовања. Неколико ствари је омогућавало његову прецизност. Имао је гвоздену компасну иглу да би се тачно одредио север. Скала је била подељенана на 5 минута.
Овај сат је направио Габријел Стоукс, произвођач математичких инструмената.

### Сунчани сат за мерење елевације
Астролаби су коришћени као сунчани сатови, као календари, у навигацији астрономији.
Најмањи модел био је прстен. Имао је малу ручицу, а ношен је у џепу или на огрлици. Када би се држао за ручицу, рупа би бацала сенку на унутрашњост прстена, показујући време помоћу ознака угравираних изнутра. Корисник је морао да зна да ли је јутро или вече. Обично је рупа постављана на клизећи комад метала, који је био подешен на тачан датум.
Недавно су Америчке специјалне снаге дале да се на оштрицама ножа угравира једноставан сунчани сат. Он ради чак и кад сат закаже.

## Прецизни сунчани сатови (хелиохронометри)
Прецизни сунчани сат, назван хелиохронометар, исправља „привидно соларно време“ у „средње соларно време“ или у неки друго стандардно време. Хелиохронометри обично показују минуте у границама једне минуте Универзалног времена.

### Екваторијални лучни сунчани сат
Класичан облик хелиохронометара је екваторијални лучни сунчани сат.
Плоча, прорез или затегнута жица паралелна са Земљином осом представља писаљку.
Лице је полукруг са ознакама изнутра.
Овај модел, изграђен од пар метара челика отпорног на температуру инвар, коришћен је за праћење прецизног реда вожње у Француској пре Првог светског рата.
Један од најједноставнијих сунчаних сатова који су мерили тачно време је екваторијални лучни сунчани сат с гномоном у облику две вазе . Облик вазе је директно осенчавао линију часа на тачном месту дуги низ година и при сваком положају сунца.
Најпрецизнији сунчани сатови икад направљени су монументални екваторијални лукови саграђени у Џантра мандир (Џајпур)у, (колекција архитектонских астрономских инструмената, које је саградио махараџа Џај Синг II у свом главном граду Џајпуру између 1727. и 1733) у Индији, изграђени као као део групе астрономских инструмената.

### Прецизни показивачи поднева
У неким старијим кућама, нарочито на фармама, могу се наћи показивачи поднева угравирани у поду или рагастовима прозора. Овакве ознаке служили су као сунчани сатови који показују подне по локалном времену, и омогућавали су једноставно и тачно време у домаћинствима која нису имала сатове.
У модерним временима, поште у неким источним земљама подешавају своје сатове помоћу прецизног показивача поднева. На основу овог времена грађани знају колико је сати. Типичан показивач поднева била су сочива постављена изнад узвишене плоче. Плоча је имала угравиран облик „осмице“. Када зрак сунца падне на део форме у одређеном месецу, подне је!

### Натписи на сунчаним сатовима
На сунчаним сатовима су често натписи или изреке. Тако пролазници не само да читају време и датум,већ и опомене које чине да размишљају о коришћењу времена, живота и смрти. Такође,похвале Богу,патриотске и политичке пароле. Неки примери: „Пожури полако"(од грчког "σπεύδε βραδέως ),од латинског "Carpe diem!" ("Искористи дан").
Занимљиве натписе садрже и зидни сунчани часовници у Србији, на пример: „Један од ових ти је последњи” (Сомбор), „Грани сунце да огријем руке” (Тршић), „Показујем само ведре часове” (Ваљево), „Сунце сија свима” (Горњи Милановац), „Ни корака назад” (Љиг) итд. На сунчаном часовнику у Панчеву (ОШ „Васа Живковић”) уписан је хаику Наташе Станић (Тиха казаљка / Сунцем нам мери време / Сенке истичу), а на сунчаном часовнику у Београду (ОШ „Краљ Петар Први”) и цела поема „The Night Has a Thousand Eyes” Франсиса В. Бурдијона (Francis W. Bourdillon).

### Сунчани сатови античке Грчке
Антички Грци користили су врсту сунчаног сата који се понекад назива pelekinon (у облику секире, вероватно због тога што су ознаке за сате и дане подсећале на двострану секиру pelekus). Гномон је био штап или мотка усправно постављена на хоризонтално или полу-сферично лице. Сенка врха штапа је показивала хиперболичне криве на равном лицу или кругове на полусферичном лицу. Предност овог сата је у томе што је био тако подешен да показује тачно време у свако доба године.

### Аналематски сунчани сатови
Аналематски сунчани сатови претварају соларно време у „средње соларно време“ или неко друго стандардно време. Они обично имају ознаке за сате у облику „осмице“. На тај начин компензује се мала ексцентричност Земљине орбите која изазива варијације од 15 минута од средњег соларног времена.
Врло прецизни сатови ове врсте су врло практични на трговима, с лоптама на врху јарбола као нодусима и са бројчаницима обојеним или угравираним на плочнику.
Забавна, мање прецизна верзија сунчаног сата је поставити ознаке за сате у бетон, а затим поставити посматрача у квадрату с ознаком месеца. Ознаке за месец су постављене тако да су подешени времену у години. Глава посматрача је у том случају гномон. Ако је сунчани сат уграђен у бетон, савршено је заштићен од вандализма, забаван је и релативно тачан.
Геометријска конструкција аналематских сатова је једноставна. Замислите да екваторијални сунчани сат виси у ваздуху: вертикална плоча усмерена је према полу а прстен стоји вертикално на плочи. Обележите најнижу тачку прстена са „12“, а остале сате обележите на уобичајени начин. У одређено време и одређеног датума, сенка са тачке А на плочи пада на тачку Б на прстену (што зависи од сата и положаја Земљине орбите). Нацртајте тачку Б' на земљи тачно испод Б и тачку A' тачно испод A. Ако стојите на тачки A' ваша сенка ће показивати на B', зато што је сунце негде у равни ABA'B'.
У средњим географским ширинама, елипса са ознакама за сате треба да буде широка око 6 метара, тако да ће сенка главе посматрача падати у близини највећи део времена.
Релевантан чланак: “Analemmatic sundials: How to build one and why they work” by C.J. Budd and C.J. Sangwin

### Рефлектирајући сунчани сатови
Исак Њутн је изумео сунчани сат за прозор који гледа на југ. Поставио је мало огледао у рам прозора и обојио лице сата на плафону и зидовима. Огледало је формирало гномон помоћу зрака светлости. На тај начин је направио велики, тачан и подесив сунчани сат с минимумом материјала и простора. Овај модел би се лако могао направити и као аналематички сат.

### Сунчани сатови с аналогним показивањем времена
Један интересантан модел мери тачно време, иако и даље подсећа на конвенционални баштенски сат. То је хоризонтални сунчани сат с лицем у облику срца (кардоид). Кардоид је облик који је веза између конвенционалног сата с соларним ознакама и лица правог сата. Место где сенка прелази ивицу кардоида је место где се време може прочитати на класичном бројчанику који се налази испод. Сунчани сат се подешава за мерење дневног времена ротирањем доњег бројчаника. Лице сунчаног сата се не помера.

### Сунчани сатови као наставна средства
Гномоника је поље најелегантније примене математичко-географских знања. У складу с тим, студенти Географског факултета у Београду, у склопу практичног рада из предмета Математичка географија, у периоду 2013-2019. г. поставили су 125 зидних сунчаних сатова на основним и средњим школама широм Србије. Тако су те школе добиле, не само сатове у ужем смислу те речи, украсе и својеврсне астрономске плакате оживљене сенком, него и ефектна учила која се могу применити у настави различитих предмета. На часу испред зидног школског сунчаног сата, наставник може на очигледан и занимљив начин објаснити све појмове везане за просторну и временску оријентацију, од подневачке линије и руже компаса, преко сатних и временских система, до временског изједначења и аналеме.

## Дигитални сунчеви сатови
Дигитални сунчани сат користи светлост и сенку да „запише“ време бројкама (чак и речима). Један такав модел користи две паралелне маске које усмеравају светлост на матрице које одговарају времену дана.

## Удружења, групе и организације љубитеља сунчаних сатова
- Британско друштво љубитеља сунчаних часовника
- Северноамеричко друштво љубитеља сунчаних часовника
- Сунчани часовници на интернету